# Macropsis mendax
Macropsis mendax är en insektsart som beskrevs av Franz Xaver Fieber 1868. Macropsis mendax ingår i släktet Macropsis och familjen dvärgstritar. Inga underarter finns listade i Catalogue of Life.